# Limnophyton
Genre
Classification phylogénétique
Limnophyton est un genre de plantes herbacées de la famille des Alismataceae.

## Liste d'espèces
- Limnophyton australiense Aston
- Limnophyton obtusifolium (L.) Miq.